# 周婷婷
周婷婷（本名:周姵緹，1986年08月08日—），台灣女演員。生於新北市，畢業於國立虎尾科技大學。2004年由民視培訓營畢業後出演「台灣奇案」獲得台灣大量觀眾好評從而正式進入演藝圈。

## 演出作品

### 電視劇
- 2005大愛電視台《明月照紅塵》
- 2005民視《親戚不計較EP2171登場》阿萍
- 2006大愛電視台《窗外有蘭天》
- 2007公視《別再叫我外籍新娘》
- 2008大愛電視台《走過好味道》
- 2009大愛電視台《春風伴我行》
- 2010大愛電視台《聽見愛》
- 2010民視《夜市人生》
- 2012大愛電視台《幸福好簡單》、大愛電視台《我的尪我的某》、民視《風水世家》
- 2013大愛電視台《幸福美容院》
- 2015大愛電視台《明日天晴》、大愛電視台《大大與太太》《最的雲彩》、《月娘》、《阿燕》、《大叔的九局下》、民視《嫁妝》
- 2017中天綜合台《阿青，回家了》、《天涯小逃犯》、民視《實習醫師鬥格》
- 2024華視《神將少女八家將》、北京衛視《但願人長久》

## 主持作品
- 《天天好運到》
- 《美麗大PK》
- 《2018四湖參天宮文化大典》
- 《2012嘉義水果文化節》
- 《台北元宵晚會》
- 《好運柑仔店》
- 《挖寶精品直播》
- 《愛鄉愛土愛媽祖》

## 外部連結
- 周婷婷的Facebook專頁
- 周婷婷的Instagram帳戶
- 個人官網